# 圣文生堂 (布卢瓦)

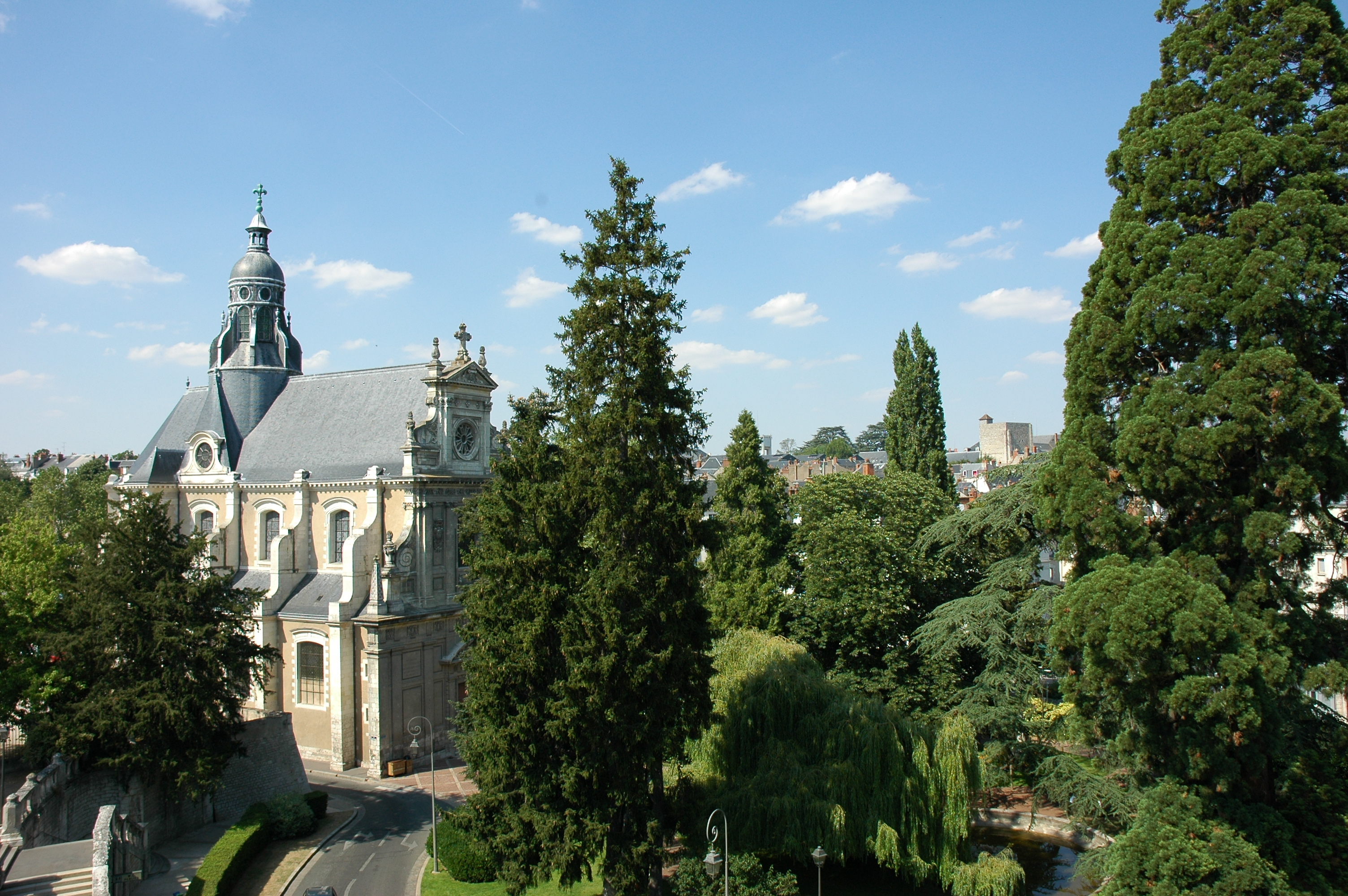

圣文生堂（Église Saint-Vincent-de-Paul）是法国布卢瓦的一座天主教教堂，原为布卢瓦耶稣会学院（collège jésuite de Blois）教堂，建于1625-1660年。

## 历史
圣文生堂原为布卢瓦耶稣会学院教堂，1622年路易十三将其委托给耶稣会。两位会士Étienne Martellange和Charles Turmel设计了教堂，前者还设计了巴黎的圣保禄圣路易教堂。
该堂在法国大革命期间曾经关闭。19世纪恢复礼拜，改为现名。1917年8月8日该建筑被列为法国历史古迹。

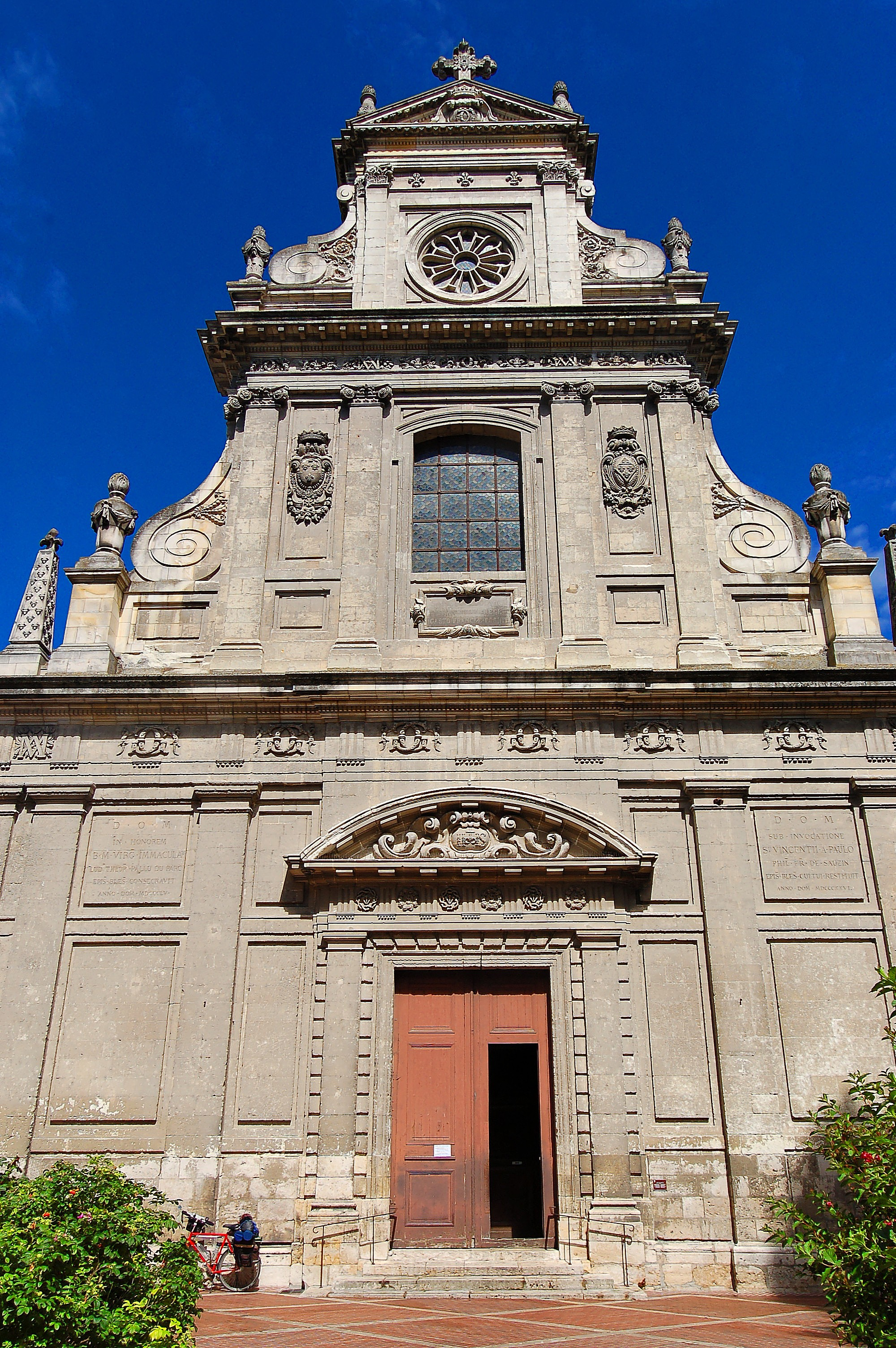
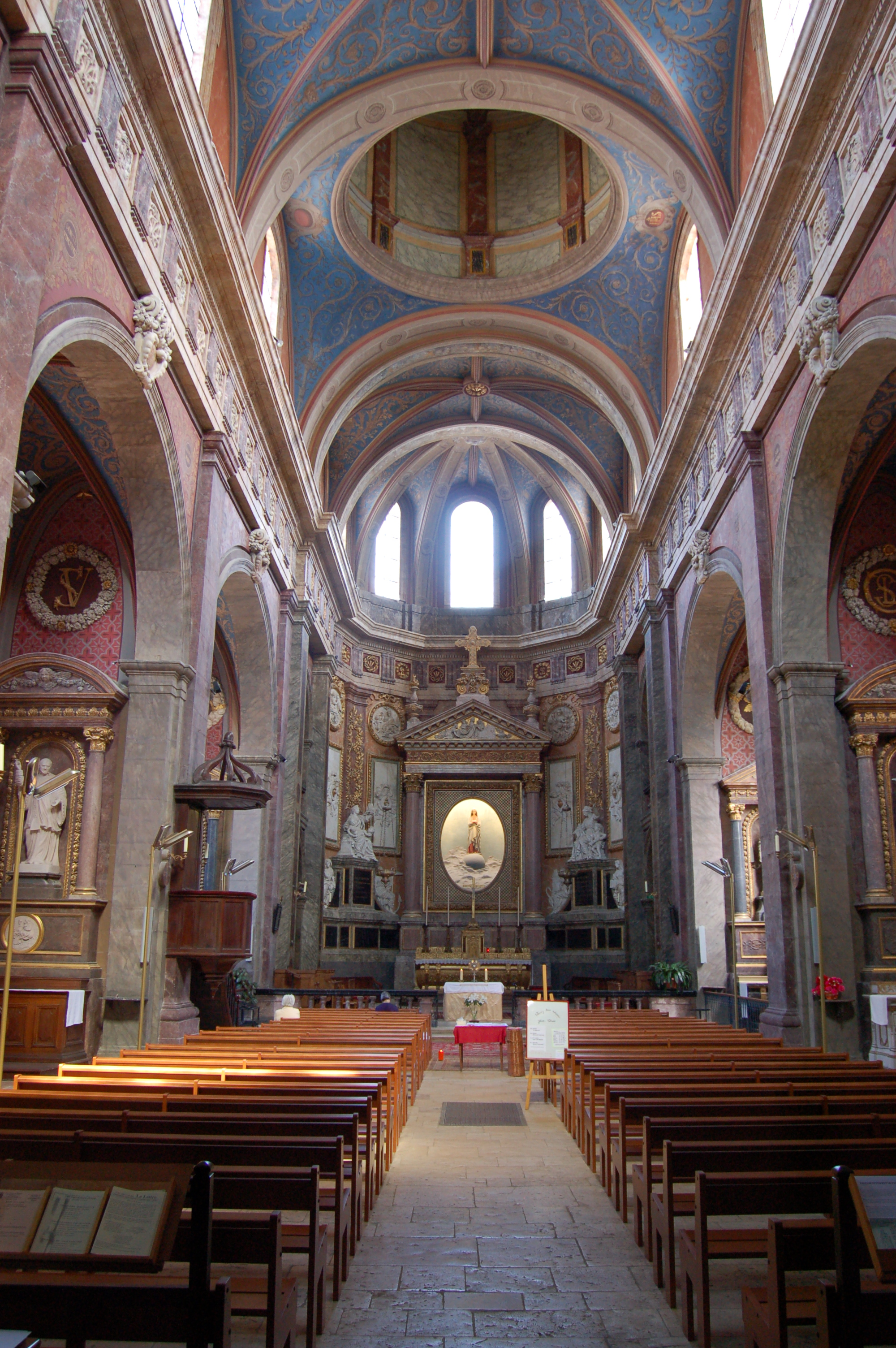
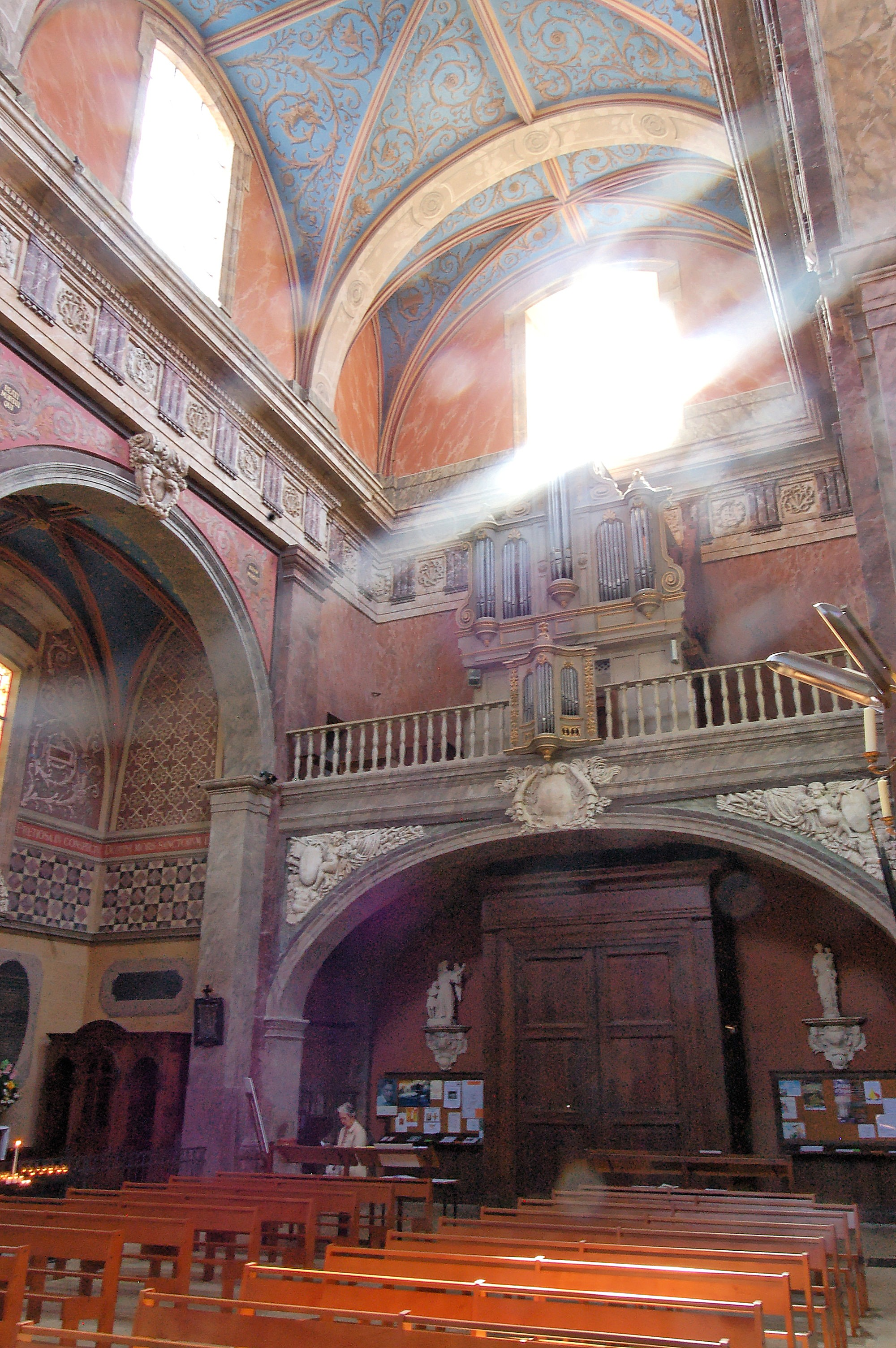
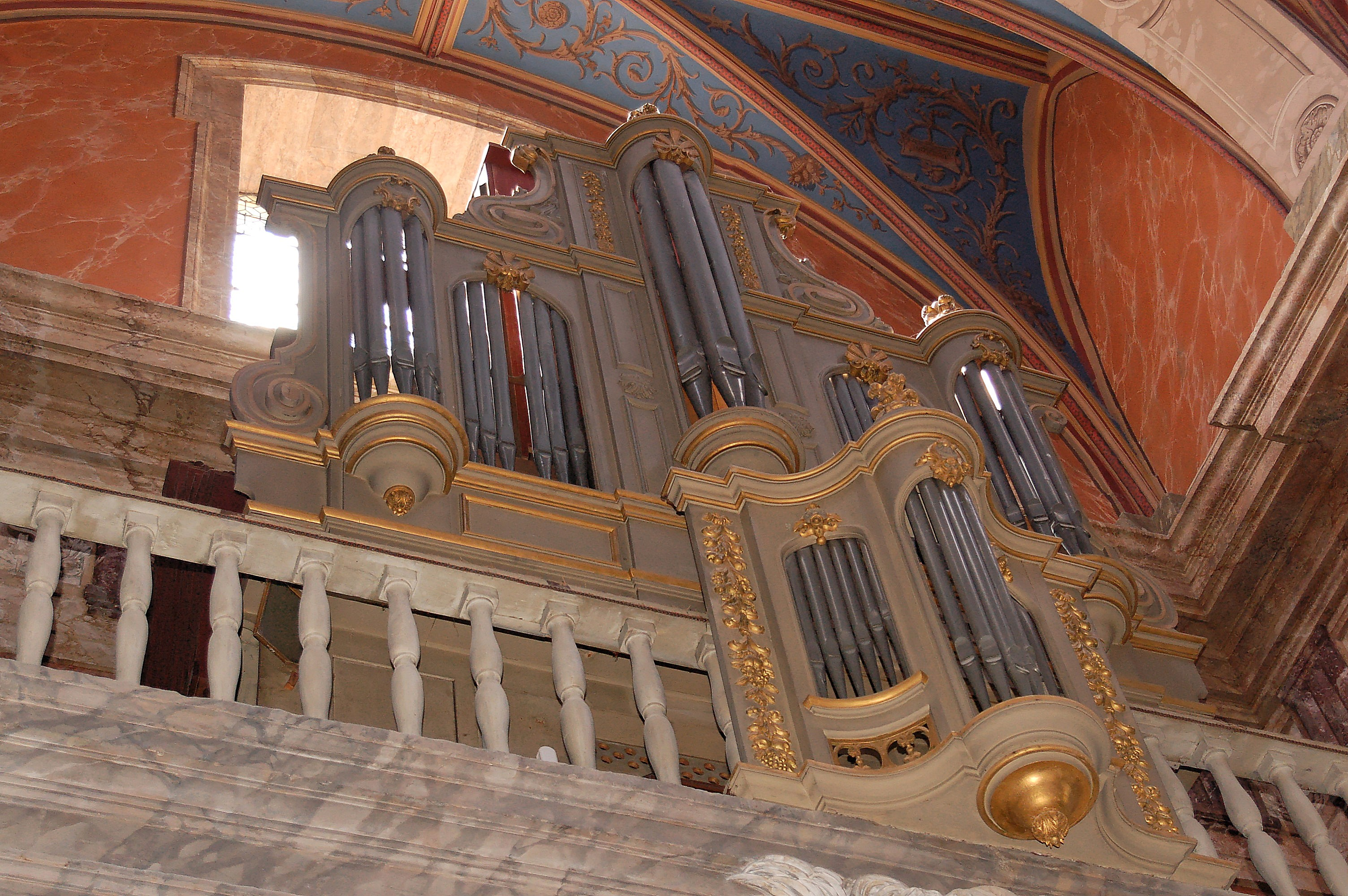
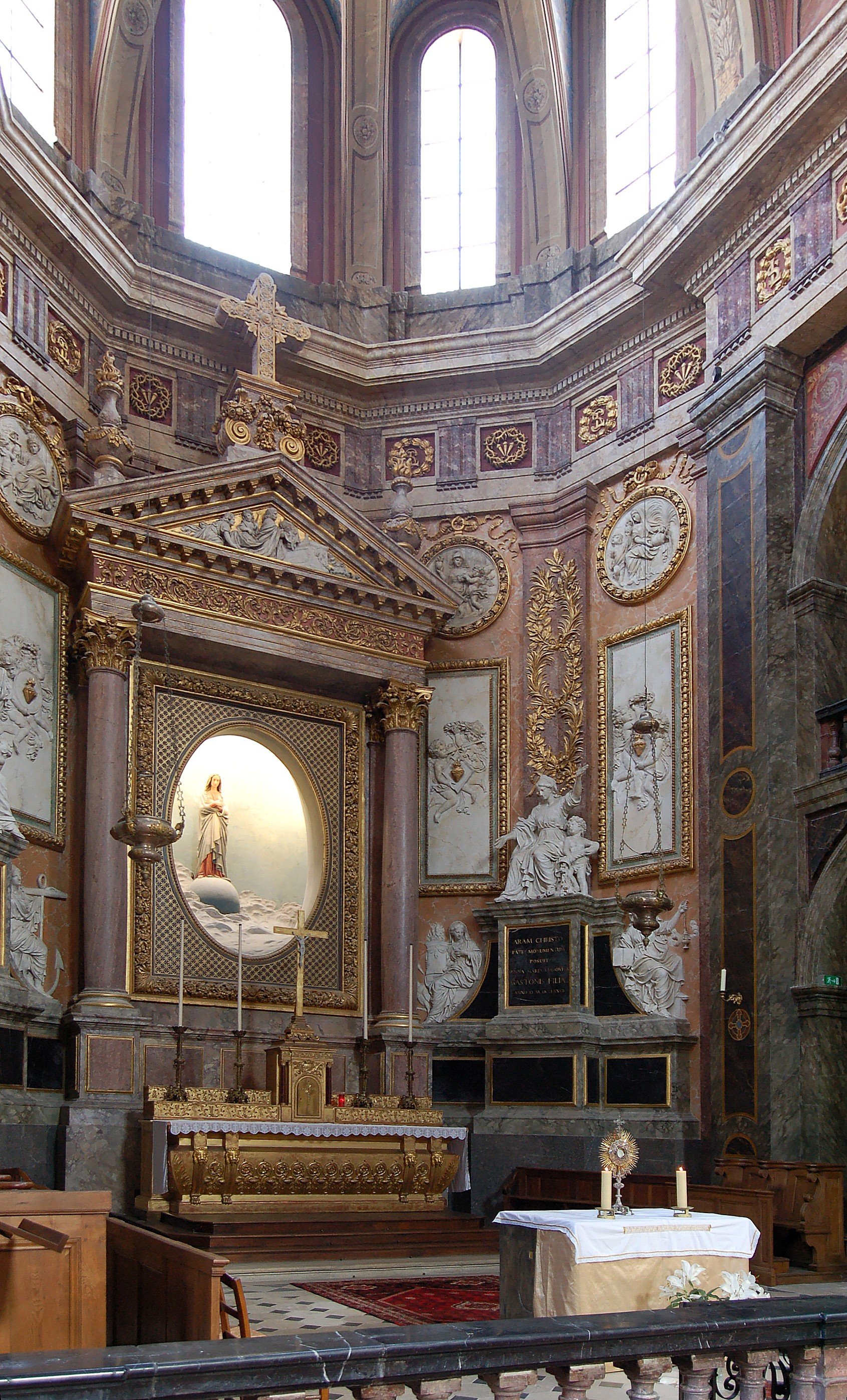
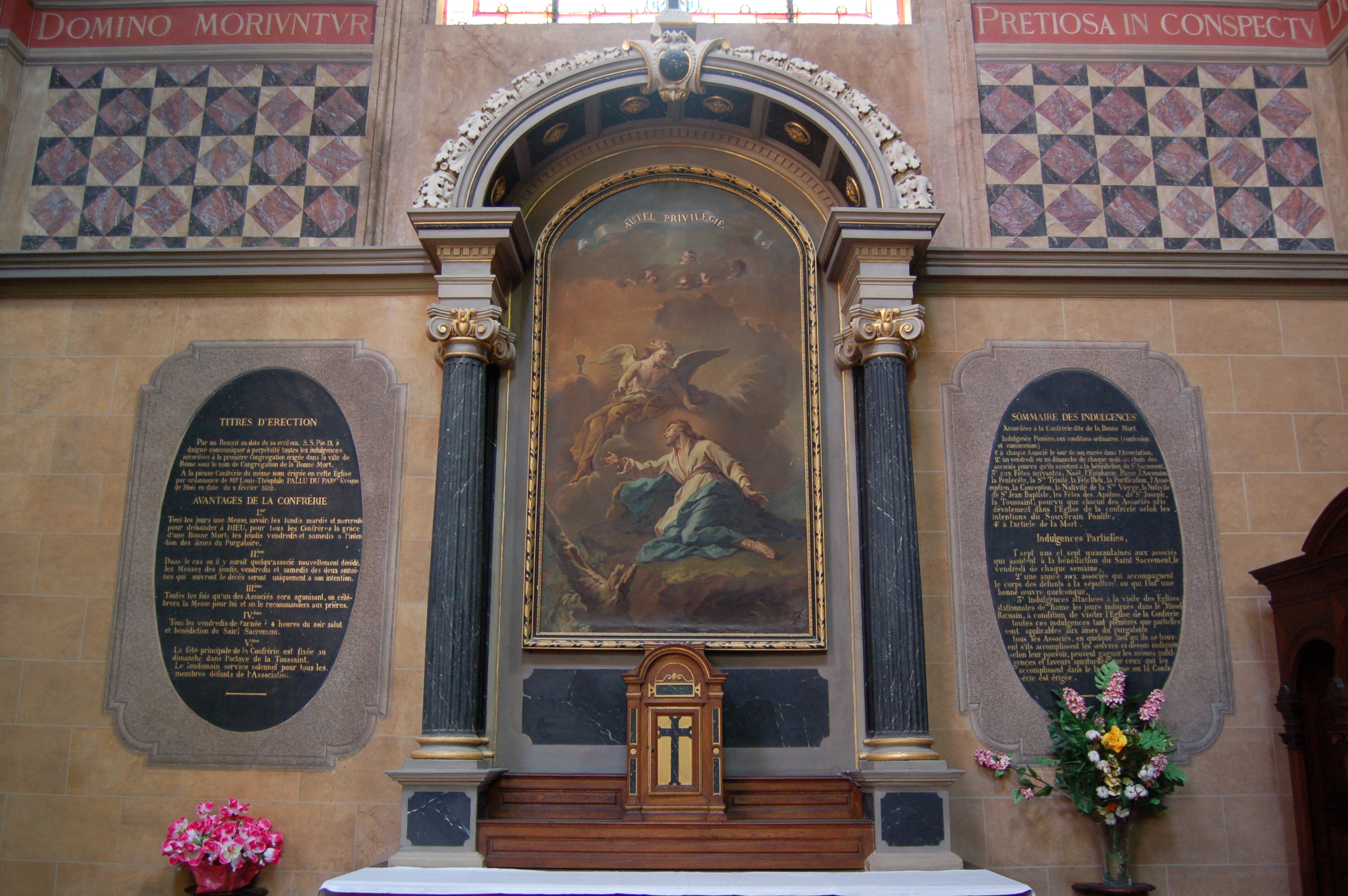
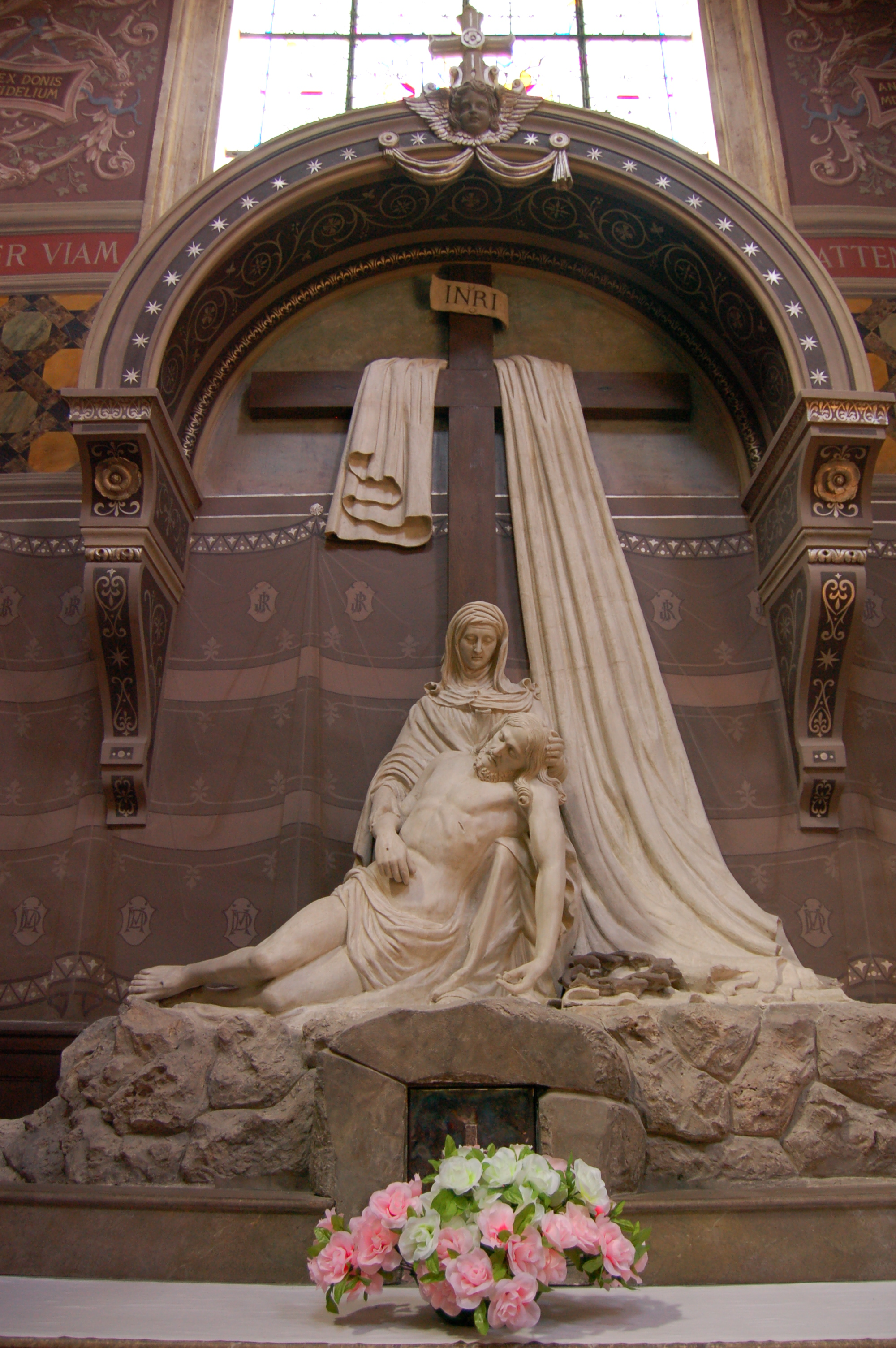